# Regius Professor of Forensic Medicine (Edinburgh)
Der Regius Professor of Forensic Medicine ist eine 1807 durch Georg III. gestiftete Regius-Professur für Rechtsmedizin an der University of Edinburgh. Ursprünglich wurde der Lehrstuhl als Regius Professor of Medical Jurisprudence and Medical Police bezeichnet. Es handelt sich dabei um den ältesten Lehrstuhl für Forensik im Vereinigten Königreich. Wenige Jahre später, 1839, wurde eine weitere Professur für diese Disziplin, die Regius Professorship of Forensic Medicine an der University of Glasgow etabliert.

## Geschichte
Der Erste, der in Großbritannien Vorlesungen zur Rechtsmedizin hielt, war Andrew Duncan der Ältere (1744–1828). Duncan hielt 1789 kurz nachdem er die Leitung des medizinischen Instituts übernommen hatte, Vorlesungen zur Forensik, angeblich, weil er über die widersprüchlichen Expertenaussagen im Mordfall Donellan in Warwick erbost war. Duncan hatte mehrere Jahre in Kontinentaleuropa verbracht und sich Kenntnisse in der Rechtsmedizin angeeignet, die dort schon einige Jahre gelehrt wurde. Auf seinen Reisen war Duncan auf Johann Peter Frank (1741–1821) getroffen, der sich schon während seiner Studienzeit Gedanken um die Verantwortlichkeit des Staates für die Gesundheit seiner Bürger gemacht hatte. Frank sammelte seine Gedanken in einer monumentalen Schrift, System der vollständigen medicinischen Polizey. Duncan war von der Idee so beeindruckt, dass er ab 1795 wöchentliche Vorlesungen zum Thema hielt.
Angeblich auf Drängen seines Sohnes, Andrew Duncan der Jüngere, verfasste Duncan sr. eine Abhandlung für das Town Council, A Short View of the Extent and Importance of Medical Jurisprudence, Considered as a Branch of Education, in welchem er die Einrichtung eines Lehrstuhls für medizinische Jurisprudenz und medizinische Polizei also Rechtsmedizin und öffentliche Gesundheit vorschlug, wie sie einige Jahre zuvor in Frankreich eingeführt worden waren.
Zwar wurde der erste Vorschlag vom Town Council abgelehnt, aber Duncan sprach den Rechtsanwalt Henry Erskine an, der den Vorteil erkannte und die Professur in seiner Funktion als Lord Advocate of Scotland König George III. vortrug. In den Aufzeichnungen zur Stiftung heißt es:

“George the third... whereas we considering that the improvement of those branches of Science taught in every University of reputation on the Continent of Europe under the titles of Medical Jurisprudence and Medical Police is an object of great importance and that the instituting a Professorship for that purpose in our University of Edinburgh, under certain conditions and limitations will be of great utility, therefore we being desirous of giving all suitable encouragement to the same have agreed to erect and endow a Professorship in our foresaid University of Edinburgh, under the name of „The Professorship of Medical Jurisprudence and Medical Police“ and being well informed of the ability and good Endowments of Andrew Duncan Junior Fellow of the Royal College of Physicians of Edinburgh for the discharge of the duties of the aforesaid office;... appointed during the days of his life...”

Obwohl die politischen Gegner der Professur nur wenige Monate später wieder die Regierung übernahmen, wurden keine Versuche gemacht, die Ernennung rückgängig zu machen. Wie sein Vater reiste Duncan jr. durch Europa und lernte bei einem verlängerten Aufenthalt in Braunschweig auch die deutsche Sprache. Er zog weiter nach Göttingen, wo er Vorlesungen hören und sich auf eine kommentierte Übersetzung von Frankes „System der vollständigen Polizey“ vorbereiten wollte. Von Göttingen zog er über Wien nach Italien und wieder zurück nach Wien, wo er Vorlesungen von Franke hörte, dem bedeutendsten Rechtsmediziner seiner Zeit.
Duncan verließ den Lehrstuhl schon nach vergleichsweise kurzer Zeit, obschon er so sehr um diesen gerungen hatte.:625 Sein Nachfolger wurde William Putney Alison.:625 Auch Alison verließ den Lehrstuhl schon bald wieder.:625 Für die ersten zwanzig Jahre seiner Existenz wurde der Lehrstuhl für Forensik wohl als Trittstufe auf andere, offensichtlich begehrtere Professuren gesehen.:625
Als der junge Robert Christison Alison 1822 nachfolgte, entwickelte er eine große Aktivität, die den Lehrstuhl in das öffentliche Bewusstsein brachte. Christisons begründete und systematisierte die Untersuchung von Toten, erforschte Gifte und schrieb Lehrbücher, die auch über die Grenzen Großbritanniens hinaus gelesen wurden. Christisons Nachfolger, Thomas Stewart Traill übernahm die Professur, als Christison in die Professur für Materia medica wechselte, die Christisons Neigung zur Chemie und Toxikologie näher lag. Obwohl Trail nicht die Reputation Christisons genoss, veröffentlichte er während seiner Amtszeit mehrere Lehrbücher, die beträchtlichen Erfolg hatten.:625 Trail war auch der erste Professor, der eine lange Amtszeit führte.
Nach dem Tod Traills folgte Andrew Douglas Maclagan im Amt.:625 Maclagan war ein enger Freund Christisons und wie dieser an Chemie und Toxikologie interessiert. Henry Duncan Littlejohn hatte seine Karriere mit großen Erfolgen eigentlich schon hinter sich, als er mit 71 Jahren die Professur übernahm. Schon damals galt er als einer der besten Forensiker seiner Zeit und, als er 1906 die Professur an seinen Sohn Henry Harvey Littlejohn übergab, zählte dieser schon zu den Besten seiner Zunft.
Nach dem Tod Littlejohns übernahm mit Sydney Alfred Smith ein Forensiker den Lehrstuhl, der sich zuvor einen Weltruf erarbeitet hatte. Nach seinem Abgang wurde die Professur für 20 Jahre nicht mehr besetzt, bis 1973 schließlich Ken Mason zum Professor berufen wurde. Mason hatte schon in den britischen Streitkräften eine höchst erfolgreiche Karriere in der Untersuchung von Flugunfällen hinter sich gebracht, die ihn auch bei der Untersuchung ziviler Unfälle forderte. Seine Erkenntnisse hatten wesentlichen Einfluss auf Sicherheitseinrichtungen in zivilen und militärischen Flugzeugen. Er wurde ein erfolgreicher Lehrer, der auch als Forscher erfolgreich war. Mason zog sich 1985 von der Professur zurück. und begann eine dritte Karriere in der juristischen Fakultät, die ihn bis ins sehr hohe Alter beschäftigte.
1987 wurde der Lehrstuhl mit Anthony Busuttil besetzt, der Bekanntheit durch die Leitung der Forensiker des Lockerbie-Anschlags erlangte. Nachdem sich Busuttil 2006 von der Professur zurückgezogen hatte, blieb diese für mehrere Jahre unbesetzt.

## Inhaber des Lehrstuhls
| Name                        | Namenszusatz                                                                          | von       | bis  | Anmerkung |
| --------------------------- | ------------------------------------------------------------------------------------- | --------- | ---- | --- |
| Andrew Duncan:625           | FRCP Edin.,                                                                           | 1807      | 1820 | Wegen der politischen Querelen um die Professur wurde diese für die ersten 18 Jahre ihrer Existenz der juristischen Fakultät zugeschlagen. Duncans Vorlesungen wurden von Studenten und der medizinischen Fachwelt wohlwollend aufgenommen und förderten die Wahrnehmung des Fachs in Großbritannien. Duncan isolierte als erster bei der Untersuchung von Chinarinde das Cinchonin. |
| William Pulteney Alison:625 | M.D.                                                                                  | 1820      | 1821 | Alison hatte einige Jahre in der Stadtapotheke gearbeitet und hatte daher eine gute Vorstellung über die desolaten Zustände, unter denen die arme Bevölkerung litt. Seine Beobachtungen fasste er in einer Schrift, Observations on the Management of the Poor in Scotland zusammen, die schließlich zum Poor Law Act of 1845 führte. Damit konzentrierte er sich auf den zweiten Teil der Aufgabenstellung der Professur, die öffentliche Gesundheit. |
| Robert Christison:625       | M.A., M.D.                                                                            | 1822      | 1832 | Christison hatte in Frankreich Vorlesungen von Pierre-Jean Robiquet für Chemie und von Mathieu Orfila für Toxikologie gehört. Als er nach Edinburgh zurückkehrte, fand er sich in einer Konkurrenz um die gerade frei gewordene Professur. Mit einiger Unterstützung wurde ihm der Lehrstuhl zugesprochen. Um sich besser zu informieren lernte Christison Deutsch und galt bald als logischer, genauer und unbestechlicher als alle anderen medizinischen Lehrer zuvor. Er wurde ein häufiger Gutachter bei Gericht. Seine Anleitungen zur Obduktion zur Klärung von Rechtsfällen wurde bald anerkannte Praxis. Er begründete die Unterscheidung zwischen prä- und postmortalen Verletzungen. Eine gemeinsam mit seinem Kollegen Coindet durchgeführte Untersuchung zur Entdeckung und zum Erkennen von Vergiftungen brachte seine toxikologischen Kenntnisse zum Tragen. Er ließ diesen Untersuchungen Forschungen zu Arsen, Blei, Opium, Schierling und weiteren folgen. Für seine Untersuchungen riskierte Christison auch seine eigene Gesundheit, indem er Selbstversuche mit giftigen Substanzen durchführte. Er verfasste Lehrbücher, die bis 1845 vier Auflagen erreichten und auch nach Deutsch übersetzt wurden. 1832 zog er sich von der Professur zurück. |
| Thomas Stewart Traill:625   | M.A., M.D., F.R.S.E., F.R.C.P.                                                        | 1832      | 1862 | Zwar wurde hielt man Christison für den besseren Wissenschaftler, trotzdem wurde Traills Outlines of a Course of Lectures on Medical Jurisprudence ein sehr erfolgreiches Lehrbuch, welches 1857 in der dritten Auflage erschien. Gemeinsam mit Christison und Syme veröffentlichte er The Medico-Legal Examination of Dead Bodies. Traill hielt die Professur bis zu seinem Tod. Neben seiner medizinischen Tätigkeit wirkte Trail als Herausgeber der achten Ausgabe der Encyclopædia Britannica.:625 |
| Andrew Douglas Maclagan:625 | M.D.                                                                                  | 1862      | 1897 | Wie Christison zuvor hatte Maclagan ein erhebliches Interesse an Chemie und Toxikologie entwickelt. Maclagen führte einen B.Sc. und D.Sc. Abschluss für Public Health ein. Er entwickelte ein großes Interesse an der Dermatologie, über die er in seinen letzten Jahren fast ausschließlich dozierte. 1886 wurde Maclagen durch Königin Victoria geadelt. |
| Henry Duncan Littlejohn     | LL.D., M.D.,                                                                          | 1897      | 1906 | Littlejohn verantwortete noch die unterschiedlichen Fachgebiete der Forensik und der öffentlichen Gesundheit, als er 1897 die Professur übernahm. Seine Aktivitäten als erster schottischer Medical Officer of Pubic Health halbierten die Toten durch Seuchen und vermeidbare Erkrankungen. Sein Einfluss führte zur Einrichtung des Fieberhospitals und seine Analysen der städtebaulichen Mängel führten zum Edinburgh City Improvement Act von 1867. 1898 führte die Universität einen separaten Lehrstuhl für öffentliche Gesundheit ein und entlastete die Regius Professur. Littlejohns bisherige Aufgaben diesbezüglich übernahm sein Kollege Charles Hunter Stewart. Drei Jahre später wurde ein Institut für öffentliche Gesundheit eingerichtet und die Fachbereiche trennten sich endgültig. Littlejohn hielt außergewöhnlich erfolgreiche Vorlesungen, bei denen bis zu 250 Studenten anwesend waren. Die Regius Professur trat er im Alter von 71 Jahren an. |
| Henry Harvey Littlejohn     | Esq., M.A., M.B., B.Sc.                                                               | 1906      | 1927 | Henry Harvey war der Sohn von Henry Duncan Littlejohn, dem er 1906 in der Professur nachfolgte und die er bis zu seinem Tode hielt. Er galt aus unübertroffener Vorlesungsredner und, wie schon sein Vater, als einer der besten Forensiker seiner Zeit. |
| Sydney Alfred Smith         | C.B.E., M.D., F.R.C.P.E.                                                              | 1928      | 1953 | Der in Neuseeland geborene Smith nahm auf Anraten Harvey Littlejohns eine Assistenzstelle am Institut an und gewann 1914 eine Goldmedaille für seine Doktorarbeit. Im Anschluss an die Universität arbeitete er in Neuseeland, in Ägypten und anderen Orten und produzierte originelle Beiträge zur Forensik, die ihm international einen hervorragenden Ruf einbrachten. In der Honours List im Dezember 1948 wird Smiths Titel mit Regius Professor of Forensic Medicine der University of Edinburgh angegeben. |
| unklar                      |                                                                                       | 1953      | 1973 | Besetzung nicht geklärt |
| John Kenyon French Mason    | C.B.E., M.B., B.Chir. LL.D., FRCPath, FRCP (Edin), FRSE                               | 1973      | 1985 | Ken Mason hatte schon eine Karriere als Offizier der Royal Air Force bis zum Group Captain und Leiter der Abteilung Flugmedizin und forensische Pathologie hinter sich, als er 1973 auf die Professur berufen wurde. Nach seiner Emeritierung begann er Forschung als Ehren-Fellow für die Edinburgh Law School und begründete mit der medizinischen Jurisprudenz eine neue Forschungsrichtung. |
| vakant                      |                                                                                       | 1985      | 1987 | |
| Anthony Busuttil            | Esq., M.D., F.R.C. Path., DMJ(Path), F.R.C.P. (Eng), F.R.C.P. (Glas), F.R.C.S. (Edin) | 1988      | 2006 | Busuttil war leitender Pathologe in der Untersuchung der Toten des Lockerbie-Anschlags. |
| unklar                      |                                                                                       | seit 2006 |      | Besetzung nicht geklärt |